# بيل ريفيير (كيبك)
بيل ريفيير (بالإنجليزية: Belle-Rivière, Quebec)‏ هي unorganized area of Canada تقع في كندا في Lac-Saint-Jean-Est Regional County Municipality.[بحاجة لمصدر] يقدر عدد سكانها بـ 0 نسمة ومساحتها 646.60 كم2 .